# إصابة الرئة المرتبطة بجهاز التنفس
إصابة الرئة المرتبطة بجهاز التنفس (Ventilator-associated lung injury) (VALI) هي إصابة حادة في الرئة تحدث أثناء التنفس الصناعي ويطلق عليها اسم إصابة الرئة الناتجة عن جهاز التنفس (VILI) إذا أمكن إثبات أن التنفس الصناعي قد تسبب في تلك الإصابة الحادة للرئة. وبالعكس توجد إصابة الرئة المرتبطة بجهاز التنفس إذا لم يُمكن إثبات السبب. وبهذا يكون مصطلح إصابة الرئة المرتبطة بجهاز التنفس هو المصطلح المناسب في معظم الحالات، حيث قد يستحيل نظريًا إثبات ما الذي تسبب في إصابة الرئة في المستشفى.

## نشوء المرض
إن زيادة تمدد الأسناخ الرئوية وانخماض الرئة الدوري من الأسباب الأولية للإصابة السنخية أثناء التنفس الصناعي بالضغط الإيجابي. وتسبب إصابة الأسناخ الرئوية الحادة تورم في الأنسجة (الوذمة) في الرئتين، ونزف في الأسناخ الرئوية وفقد مادة الفاعل في السطح (انخفاض في المطاوعة الرئوية (lung compliance)) وانهيار تام في الأسناخ.

## علم أسباب الأمراض
من العوامل المسببة الأساسية لهذا المرض زيادة تمدد الشعب الهوائية والأسناخ الرئوية (حجم التنفس الصناعي). وفي أثناء التنفس الصناعي، يسلك تدفق الغازات إلى الرئة المسار الأقل مقاومة. وستصبح المناطق في الرئة التي تلفت (انخماص الرئة) أو امتلأت بالإفرازات ناقصة الامتلاء بالهواء، بينما تصبح تلك المناطق الطبيعية نسبيًا زائدة الامتلاء بالهواء. وستصبح تلك المناطق زائدة التورم ومصابة. ويمكن تقليص ذلك باستخدام أحجام مدية أصغر.
في أثناء التنفس بالضغط الإيجابي، تمتلئ مناطق الانخماص الرئوي بالهواء، ولكن لن تصبح الأسناخ الرئوية مستقرة وستنهار أثناء مرحلة الزفير في التنفس (رضخ الانخماص). ويعتقد أن هذا الانهيار والتمدد المتكرر للأخماص الرئوية يسبب إصابة الرئة المرتبطة بجهاز التنفس. وبفتح الرئة وإبقائها مفتوحة ينخفض الانهيار والتمدد المتكرر للأخماص الرئوية (وإصابة الرئة المرتبطة بجهاز التنفس).
هناك إصابة أخرى في الرئة يحتمل ارتباطها بجهاز التنفس تعرف باسم الاستجابة الالتهابية الحادة الناجمة عن جهاز التنفس (biotrauma). وتنطوي تلك الاستجابة الالتهابية على معاناة الرئة من الإصابة نتيجة استخدام أي وسيط في الاستجابة الالتهابية أو من تجرثم الدم.

## عوامِل الخطورة
يغلب شيوع إصابة الرئة المرتبطة بجهاز التنفس في المرضى الذين يحصلون على تنفس صناعي لعلاج إصابة الرئة الحادة أو متلازمة الضائقة التنفسية الحادة (ALI/ARDS).
تضم الأسباب المحتملة للاستعداد للإصابة بإصابة الرئة المرتبطة بجهاز التنفس:
- الرئة المريضة تكون عرضة للإصابة بأمراض أخرى
- يشيع انخماص الرئة الدوري بشكل خاصة في الرئة المصابة

## معدل الحدوث
يصاب 24 في المائة من جميع المرضى الذين يعالجون بالتنفس الصناعي بإصابة الرئة المرتبطة بجهاز التنفس لأسباب أخرى غير إصابة الرئة الحادة أو متلازمة الضائقة التنفسية الحادة. ويرتفع معدل حدوث الإصابة بين المرضى المصابين فعلاً بإصابة الرئة الحادة أو متلازمة الضائقة التنفسية الحادة، ولكن تختلف التقديرات في هذا الصدد اختلافًا كبيرًا. وتعكس تلك التقديرات المختلفة صعوبة تمييز إصابة الرئة المرتبطة بجهاز التنفس من إصابة الرئة الحادة، ومتلازمة الضائقة التنفسية الحادة المتطورة.

## الوقاية
الوقاية من زيادة تمدد الأسناخ الرئوية – تخف زيادة تمدد الأسناخ الرئوية باستخدام أحجام مدية صغيرة, والحفاظ على ضغط هضبي منخفض واستخدام تنفس محدود الضغط.
الوقاية من انخماص الرئة الدوري – إن استخدام الضغط الزفيري الانتهائي الإيجابي (PEEP) هو الطريقة الأساسية المستخدمة للإبقاء على الأسناخ مفتوحة وتخفيف انخماص الرئة الدوري.
تهوية الرئة المفتوحة – إن تهوية الرئة المفتوحة هي إستراتيجية تهوية تجمع بين استخدام أحجام مدية صغيرة (لخفض زيادة تمدد الأسناخ) واستخدام الضغط الزفيري الانتهائي الإيجابي فوق نقطة الانكسار على منحنى الضغط - الحجم (لخفض انخماص الرئة الدوري).
استخدام التهوية غير التقليدية كوسيلة للعلاج
التهوية عالية التذبذب يعتقد أنها تحد من إصابة الرئة المرتبطة بجهاز التنفس، لا سيما في سياق متلازمة الضائقة التنفسية الحادة وإصابة الرئة الحادة.

## التشخيص
لا تستدعي الحاجة تمييز إصابة الرئة المرتبطة بجهاز التنفس من إصابة الرئة الحادة، ومتلازمة الضائقة التنفسية الحادة المتطورة لأن أسلوب العلاج واحد في الحالتين. أضف إلى ذلك، أن التشخيص الدقيق لإصابة الرئة المرتبطة بجهاز التنفس قد لا يكون ممكنًا بسبب غياب العلامات أو الأعراض.